# Шавењи сир Гиј
Шавењи сир Гиј (фр. Chevagny-sur-Guye) насеље је и општина у источном делу централне Француске у региону Бургоња, у департману Саона и Лоара која припада префектури Шарол.
По подацима из 2011. године у општини је живело 77 становника, а густина насељености је износила 12,24 становника/km². Општина се простире на површини од 6,29 km². Налази се на средњој надморској висини од 250 метара (максималној 470 m, а минималној 237 m).

## Демографија
| 1962. | 1968. | 1975. | 1982. | 1990. | 1999. | 2011. |
| ----- | ----- | ----- | ----- | ----- | ----- | ----- |
| 63    | 91    | 79    | 60    | 60    | 71    | 77    |

График промене броја становника у току последњих година